# Glomus etunicatum
Glomus etunicatum är en svampart som beskrevs av W.N. Becker & Gerd. 1977. Glomus etunicatum ingår i släktet Glomus och familjen Glomeraceae.   Inga underarter finns listade i Catalogue of Life.